# Eisenbahnunfall von Jasidih
Bei dem Eisenbahnunfall von Jasidih stürzte am 7. Mai 1950 kurz vor der Tamakhan-Brücke in der Nähe von Jasidh (damals: Bihar, heute: Jharkhand), ein Teil des Punjab Mail von Kalkutta (heute: Kolkata) nach Neu-Delhi von einem Bahndamm.
Ein Schienenstück war entfernt worden, die Lokomotive und sechs Wagen des Zuges entgleisten. Die Lokomotive und drei der entgleisten Wagen stürzten vom Bahndamm. 92 Menschen starben, 67 wurden schwer verletzt.
15 Personen wurden wegen Mittäterschaft angeklagt.